# 延綏巡撫
延綏巡撫，全稱巡撫延綏等處贊理軍務，明朝中後期到清朝前期的一個巡撫職位。

## 沿革
明景泰元年（1450年），自陝西巡撫分離新設，轄區包括延安府、慶陽府。天順元年（1457年），裁撤。次年（1458年），恢復建制，轄區不變。
成化九年（1473年），改鎮守榆林。崇禎十六年（1643年），李自成軍攻破延安、綏德州，延綏巡撫罷免。
清順治二年（1645年），清軍平定陝北，沿設延綏巡撫，仍駐榆林衛，管轄延安府、綏德州。

## 歷任延綏巡撫

### 清朝
- 王正志（1645年—1649年在任）
- 董宗圣（1649年—1654年在任）
- 冯圣兆（1654年—1658年在任）
- 周召南（1658年—1659年在任）
- 張仲第（1656年—1661年在任）
- 林天擎（1661年—1662年在任，裁缺）